# 李蓁
李蓁（1508年—？），字懋承，河南開封府祥符縣人，軍籍，明朝政治人物。

## 生平
嘉靖七年（1528年）戊子科河南鄉試第四十四名舉人，嘉靖十四年（1535年）登第二甲第三十五名進士。歷官山西按察司佥事，升密雲兵备副使，三十三年十一月升右參政兼副使，以防秋事竣，三十四年十一月加升按察使。

## 家族
曾祖李安，曾任壽官；祖父李環，曾任府通判 贈奉政大夫；父李士光，曾任儀賓。母棗陽縣君。重庆下。弟李薚，儀賓；李蔭，引禮舍人。